# Shinjuku
Shinjuku (jap. 新宿区 -ku, „Bezirk ~“, engl. „~ City“) ist ein („Sonder-“)Bezirk und Verwaltungssitz der japanischen Präfektur Tokio. Er liegt im Westen Tokios.

## Geschichte

### Während des 17. Jahrhunderts
Namensgebend für Shinjuku war eine um 1698 eingerichtete Poststation an der Hauptverkehrsstraße Kōshū-kaidō, welche von Edo in die Provinz Kai führte. Wegen der Residenz des Naitō-Klans aus der Provinz Shinano erhielt die Station den Namen „Neue Station Naitō“ (Naitō-Shinjuku). Sie lag entlang der Straße parallel zum heutigen Gebiet des Shinjuku Gyoen (Naitōmachi).

### 1920 bis 1945
1920 wurde die 1889 als Gemeinde im Landkreis Süd-Toshima (ab 1896: Toyotama) entstandene Stadt Naitō-Shinjuku (im Wesentlichen die heutigen Stadtteile Shinjuku und Naitōmachi) in die damalige Stadt Tokio eingegliedert. 1932 wurden mit der Eingemeindung der bisherigen Kreisstadt Yodobashi und weiterer Gemeinden (auf dem Gebiet des heutigen Bezirks Shinjuku die Städte Ōkubo, Totsuka und Ochiai) Gebiete westlich der heutigen Yamanote-Linie Teil der Stadt Tokio.
Vom Großen Kantō-Erdbeben 1923 blieb Shinjuku weitgehend verschont, da es in einer seismisch ungefährlichen Gegend liegt. Vor allem der Stadtteil Nishi-Shinjuku ist heute aufgrund seiner vielen Wolkenkratzer bekannt, die nach dem Umzug der Kläranlage Yodobashi entstanden.

### 1945 bis 2000
Die Luftangriffe auf Tokio 1945 zerstörten etwa 90 % der Gegend um den Bahnhof Shinjuku. Nach dem Krieg wurde die Stadt nach beinahe identischem Plan wieder aufgebaut. Ausschließlich in Kabukichō gab es grundlegende Erneuerungen.
Der Bezirk Shinjuku entstand in seiner heutigen Form 1947 durch den Zusammenschluss der alten Stadtbezirke Yotsuya, Ushigome und Yodobashi.
1991 wurde der Bezirk Shinjuku mit dem Umzug der Präfekturverwaltung aus Marunouchi, Chiyoda Verwaltungssitz der Präfektur Tokio.

### Namensherkunft
Während der Edo-Zeit gab es fünf große Straßen, die alle von der Brücke Nihombashi ausgingen. Entlang dieser Straßen entstanden Hotels, in denen Postbeamte die Pferde ihrer Postkutsche ausruhen lassen konnten. Auch an der Koshu-Straße, die als eine der fünf Straßen nach Kōfu führte, entstanden diese, jedoch gab es eine Stelle, an der zwei Hotels in größerem Abstand zueinander standen. Daher gab der Daimyo Naito den Aufruf, ein weiteres Hotel zu bauen, das daraufhin den Namen „Naito-Shinjuku“ (dt. Neues Naito-Hotel) erhielt. Als aus der Gegend 1947 eine Stadt wurde, übernahm man den Namen „Shinjuku“.

## Sehenswürdigkeiten

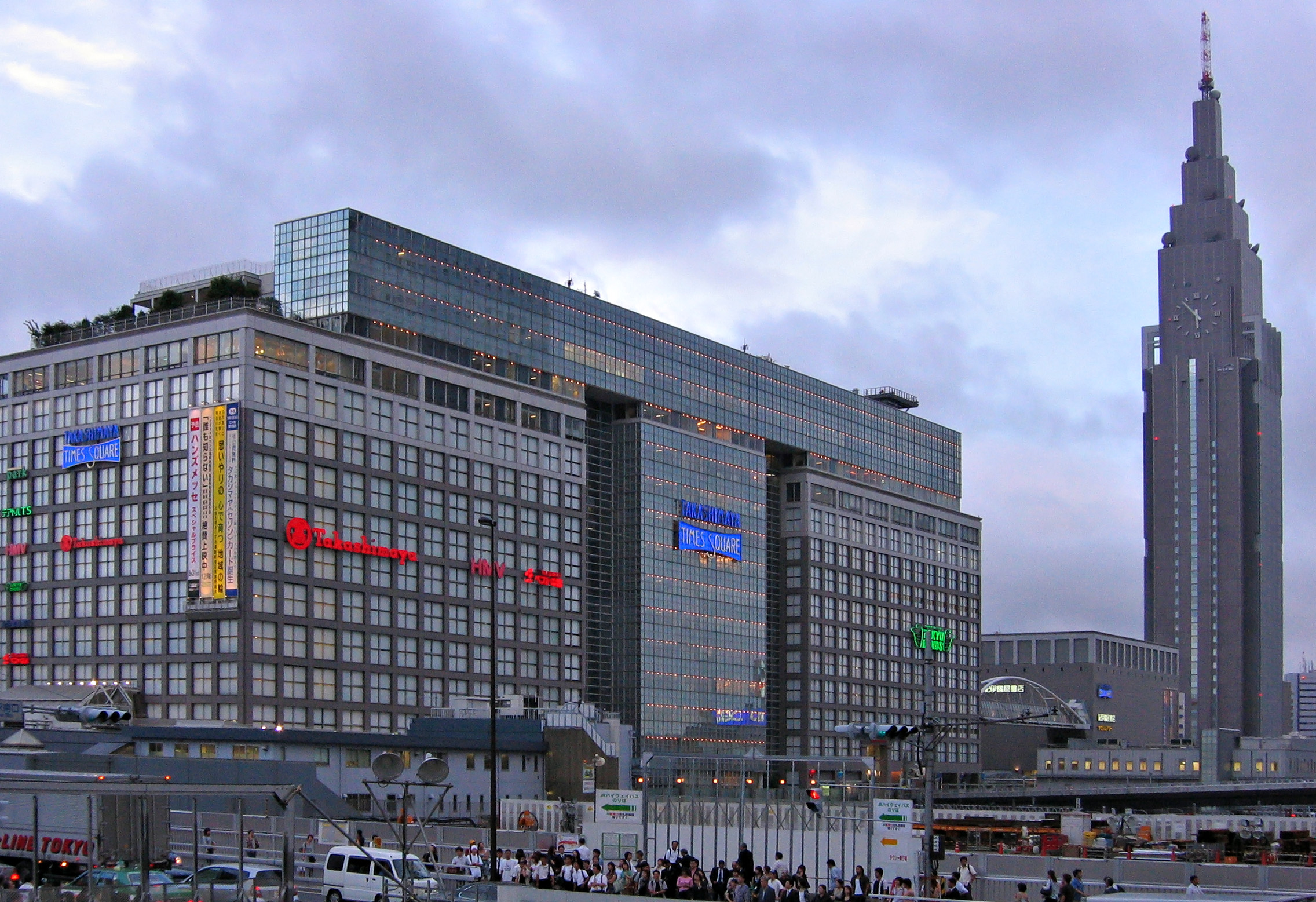
Takashimaya Times Square mit dem NTT Docomo Yoyogi Building im Hintergrund

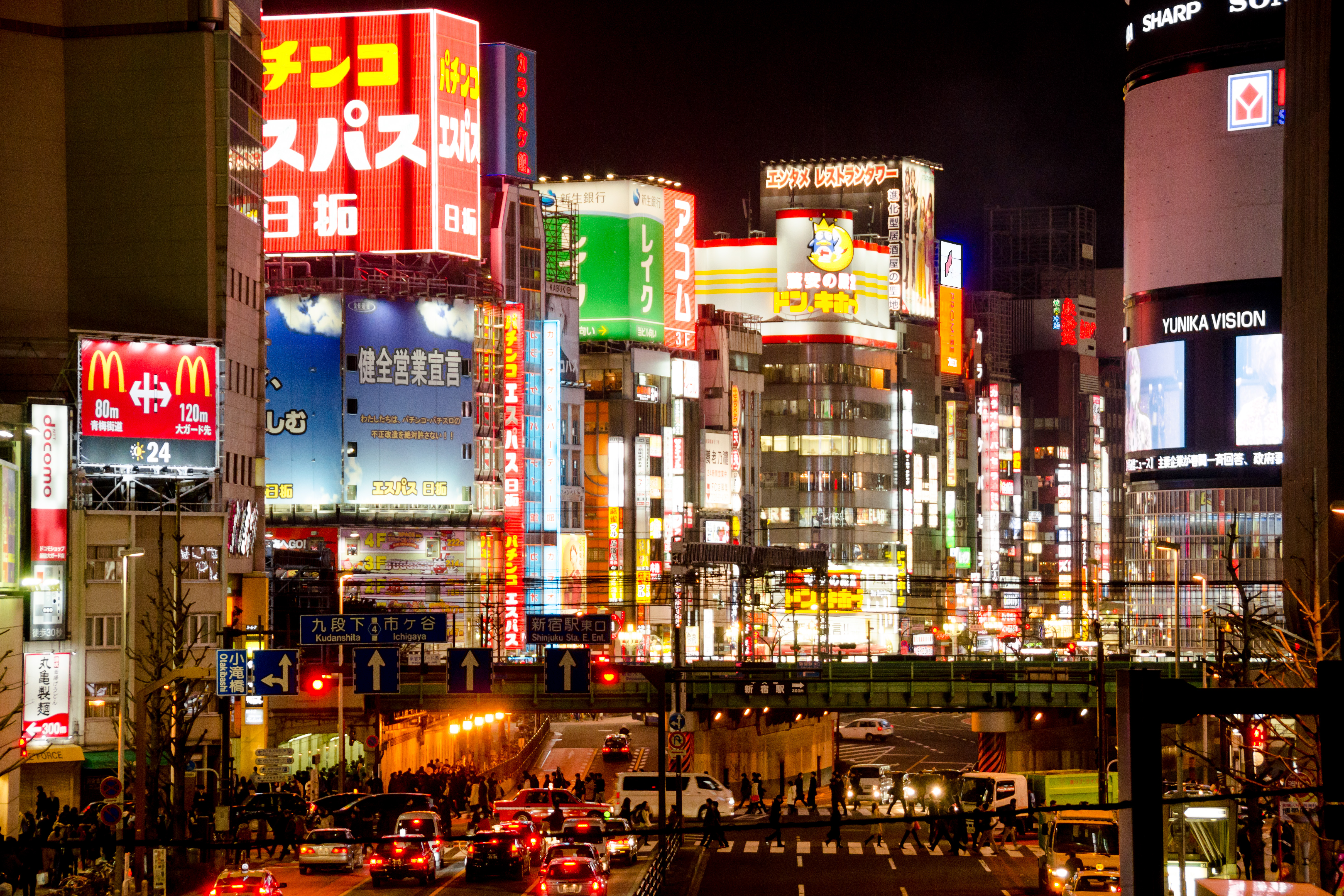
Nächtliches Lichtermeer

Rund um den gleichnamigen Bahnhof Shinjuku, der eines der höchsten Passagieraufkommen der Welt aufweist, konzentrieren sich auf nur zwei Quadratkilometern:
- das bedeutendste Kommerz- und Verwaltungszentrum Japans mit dem zweitgrößten Wolkenkratzerviertel des Landes nach Minato. Das Viertel entstand in den 1970er Jahren auf dem Gelände der ehemaligen Kläranlage der Stadt. Dort stehen neben den größten Hotels der Stadt unter anderem der Mode Gakuen Cocoon Tower, das NTT Docomo Yoyogi Building und das Tokyo Metropolitan Government Building, in dem die Verwaltung der Präfektur Tokio (Tōkyō-to) ihren Sitz hat. Die Präfektur Tokio vertritt den 1943 vollzogenen Zusammenschluss der ehemaligen Präfektur Tokio (Tōkyō-fu) mit der Stadt Tokio (Tōkyō-shi). Die Verwaltung der Präfektur Tokio erfüllt somit Aufgaben einer Präfekturverwaltung und eines Rathauses.
- der größte Einkaufsdistrikt Japans mit fast einem Dutzend riesiger Kaufhäuser (darunter das 15-stöckige Takashimaya-Kaufhaus „Takashimaya Times Square“).
- der Kaiserliche Park Shinjuku, einer der bekanntesten Parks in Japan, der für seine Kirschblüte berühmt ist.
- Kabukichō, das größte (und eines der ältesten) Vergnügungsviertel Japans mit den meisten Kinos der Stadt, unzähligen Restaurants und Kneipen und vor allem einem riesigen Rotlichtbezirk sowie mehreren Dutzend sog. Love Hotels und dem Rathaus von Shinjuku.
- Shinjuku ni-chōme, das Amüsierviertel für Schwule und Lesben in Tokio.

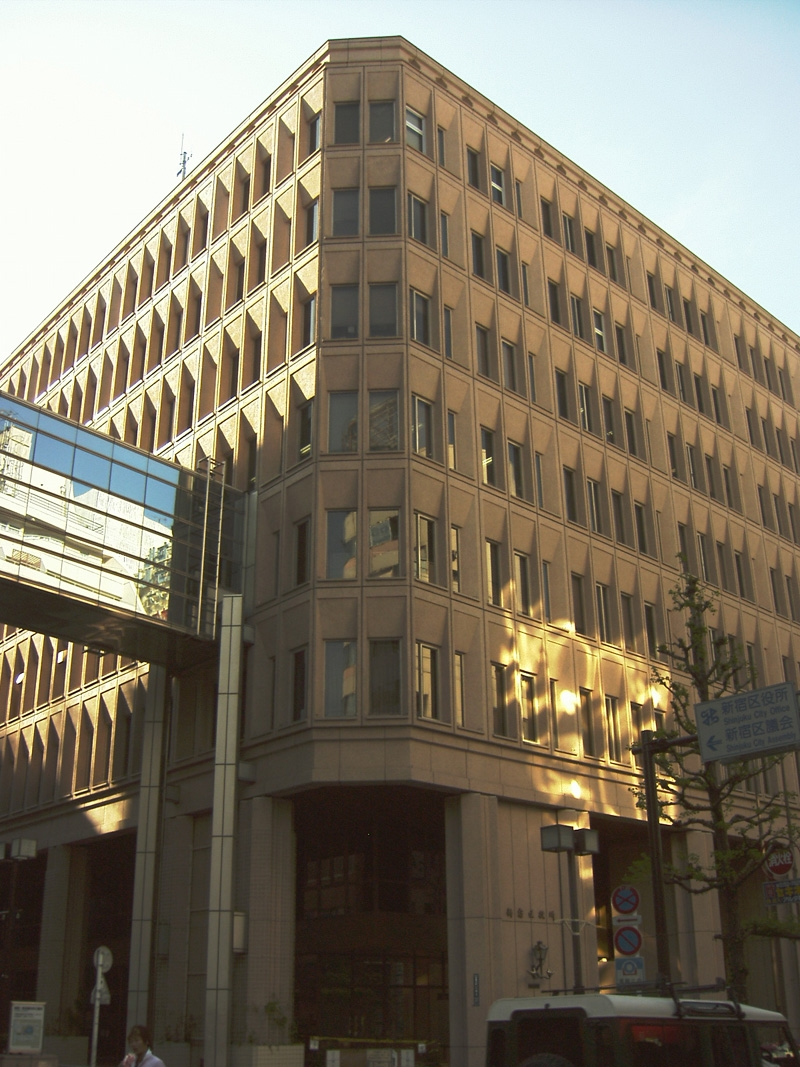
Das Rathaus von Shinjuku in Kabukichō

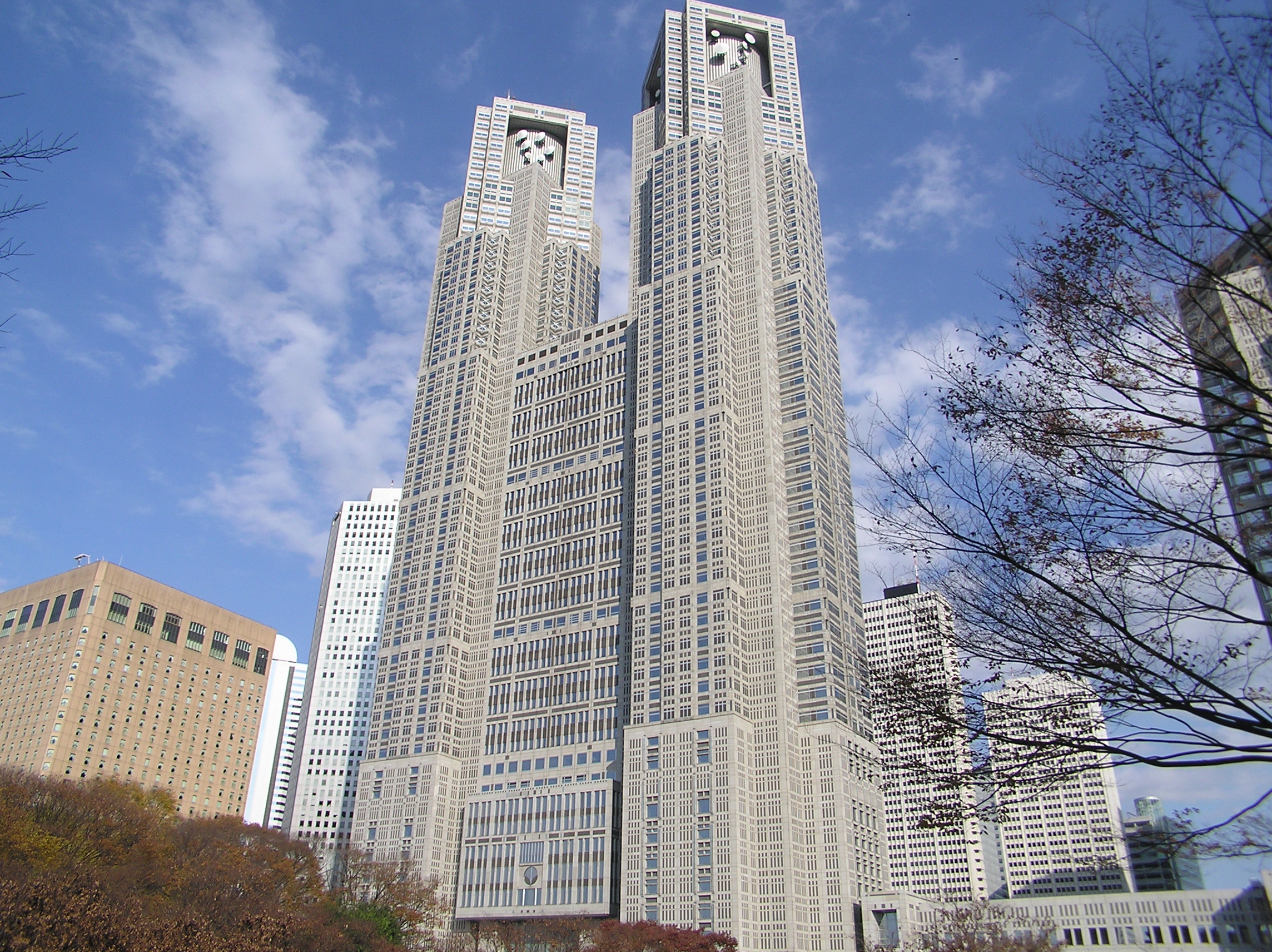
Das 243 m hohe Tokyo Metropolitan Government Building im Stadtteil Nishi-Shinjuku

Daneben liegen in Shinjuku mehrere bedeutende Universitäten wie z. B. die Waseda-Universität.
Unweit vom Bahnhof Shinjuku entfernt liegt der Stadtteil Ōkubo, der das Zentrum der koreanischen Bewohner Tokios ist.
Die bekannte Künstlerin Yayoi Kusama eröffnete im September 2017 hier ihr eigenes Yayoi Kusama Museum. Im Bezirk befindet sich außerdem der Hanazono-Schrein.

## Statistik
Zum 1. März 2021 hatte der Bezirk eine gemeldete Bevölkerung von 346.115 und bei einer Fläche von 18,23 km² eine Bevölkerungsdichte von 18.986 Personen pro km². Wegen der zentralen Funktion des Bezirks wird jedoch geschätzt, dass die tatsächliche Bevölkerung zu jeder Tages- und Nachtzeit über einer Million liegt. Shinjuku hat mit fast 10 % einen der höchsten Ausländeranteile aller japanischen Gemeinden.

## Stadtviertel (Auswahl)
Für eine vollständige Aufzählung aller heutigen Stadtteile Shinjukus, siehe Liste der Stadtteile des Tokioter Bezirks Shinjuku.
- Shinjuku (新宿)
- Ichigaya (市ヶ谷)
- Kabukichō (歌舞伎町)
- Nishi-Shinjuku (西新宿)
- Ōkubo (大久保)
- Shinanomachi (信濃町)
- Takadanobaba (高田馬場)
- Yotsuya (四谷)

## Söhne und Töchter der Stadt
- Natsume Sōseki (1867–1916), Schriftsteller
- Kojima Zentarō (1892–1984), Maler
- Ōoka Shōhei (1909–1988), Schriftsteller
- Tetsurō Tamba (1922–2006), Schauspieler
- Abe Shintarō (1924–1991), Politiker
- Mishima Yukio (1925–1970), Schriftsteller
- Hidenao Nakagawa (* 1944), Politiker
- Shinzō Abe (1954–2022), Politiker, 63. Premierminister von Japan
- Takuma Satō (* 1977), Formel-1-Rennfahrer
- Yōsuke Kamigata (* 1992), Fußballspieler
- Colin Killoran (* 1992), Fußballspieler
- Niall Killoran (* 1992), Fußballspieler
- Risako Mitsui (* 1993), Synchronschwimmerin
- Tabinas Jefferson (* 1998), philippinischer Fußballspieler
- Ibuki Konno (* 2001), Fußballspieler

## Politik
- KPJ: 7
- „Konstitutionell-Demokratische Partei, unabhängiger Klub“: 4
- Shinjuku Mirai no Kai (mit DVP, Tomin First): 6
- Ishin: 2
- Weitere Fraktionen à 1 Mitglied (darunter ReiShin, Sanseitō): 3
- Kōmeitō: 8
- LDP: 8

Bürgermeister des Shinjuku-ku ist seit 2014 der ehemalige LDP-Präfekturparlamentsabgeordnete Ken’ichi Yoshizumi. 2022 wurde er mit Unterstützung von LDP und Kōmeitō gegen die mit Mitte-links-Unterstützung (KDP, KPJ, SDP, Reiwa Shinsengumi, Seikatsusha Net) kandidierende ehemalige Bezirksparlamentsabgeordnete Karen Yoda mit Zweidrittelmehrheit für eine dritte Amtszeit wiedergewählt. Die Wahlbeteiligung sank leicht auf 28,05 %. Das 38-köpfige Parlament des Bezirks Shinjuku wurde bei den einheitlichen Regionalwahlen 2023 neu gewählt.
Für das Präfekturparlament bildet der Bezirk einen Viermandatswahlkreis. Bei der letzten Wahl 2021 wählte Shinjuku nach Parteien unverändert je einen Abgeordneten von Tomin First no Kai, KPJ, Kōmeitō und LDP. Der LDP-Amtsinhaber Ichirō Akita wurde zugunsten eines neuen LDP-Abgeordneten abgewählt.
Für das nationale Abgeordnetenhaus bildet der Bezirk Shinjuku zusammen mit dem Bezirk Chiyoda seit 2024 den Wahlkreis 1 der Präfektur Tokio, den bei der Abgeordnetenhauswahl 2024 der Konstitutionelle Demokrat Banri Kaieda gegen die Liberaldemokratin Miki Yamada gewann.

## Partnerschaften

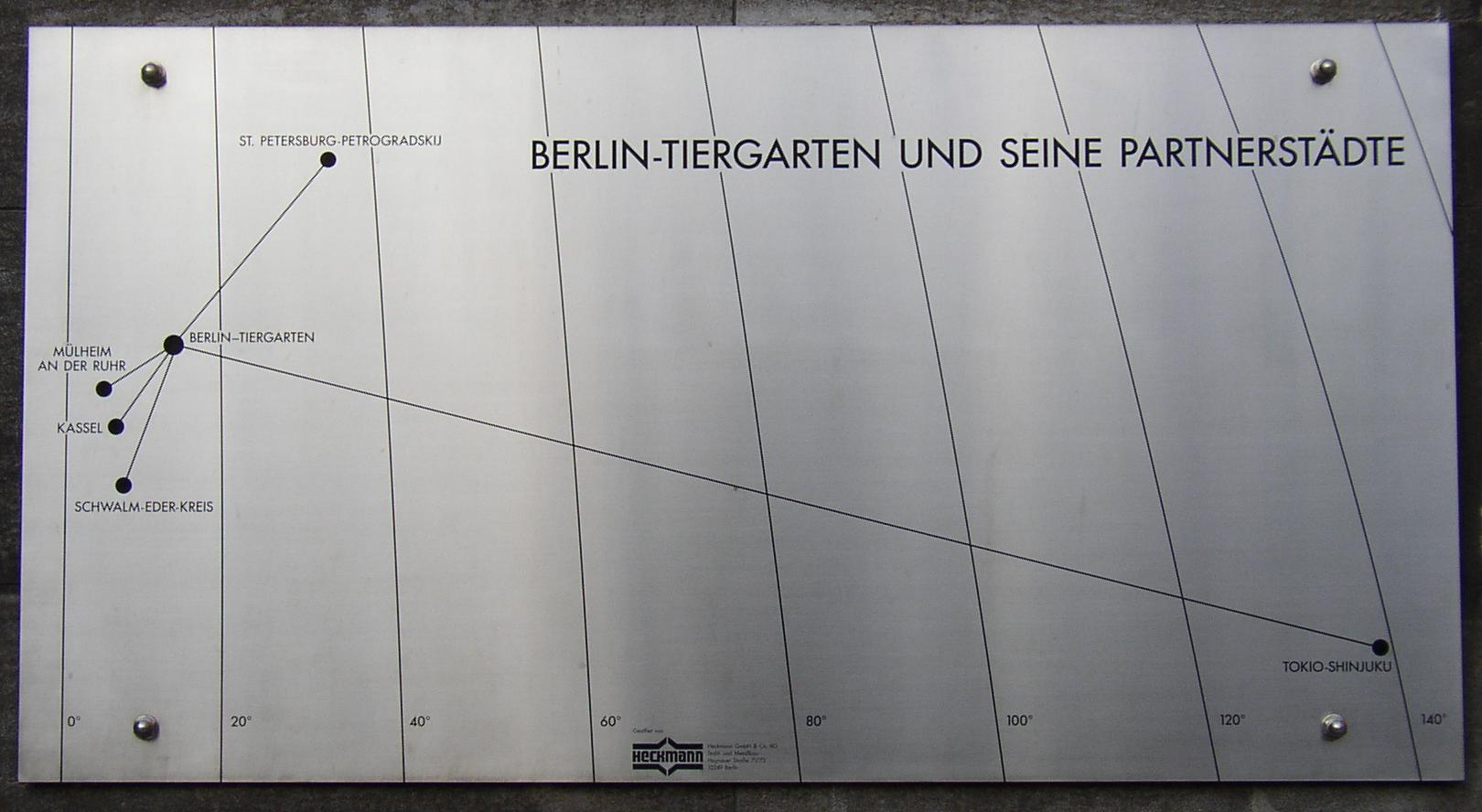
Partnerstadt Berlin-Tiergarten

Shinjuku unterhält Partnerschaften mit folgenden Verwaltungseinheiten:
- Bezirk Mitte von Berlin, Deutschland
- Stadtbezirk Dongcheng, Peking, Volksrepublik China
- Präfektur Lefkada, Griechenland

## Angrenzende Städte und Gemeinden
- Tokio: Stadtbezirk Shibuya, Chiyoda, Nakano, Minato, Bunkyo, Toshima